# Quadrastichodella hirsuta
Quadrastichodella hirsuta är en stekelart som beskrevs av Ikeda 1999. Quadrastichodella hirsuta ingår i släktet Quadrastichodella och familjen finglanssteklar. Inga underarter finns listade i Catalogue of Life.